# Shiloh (Sabbatianer)

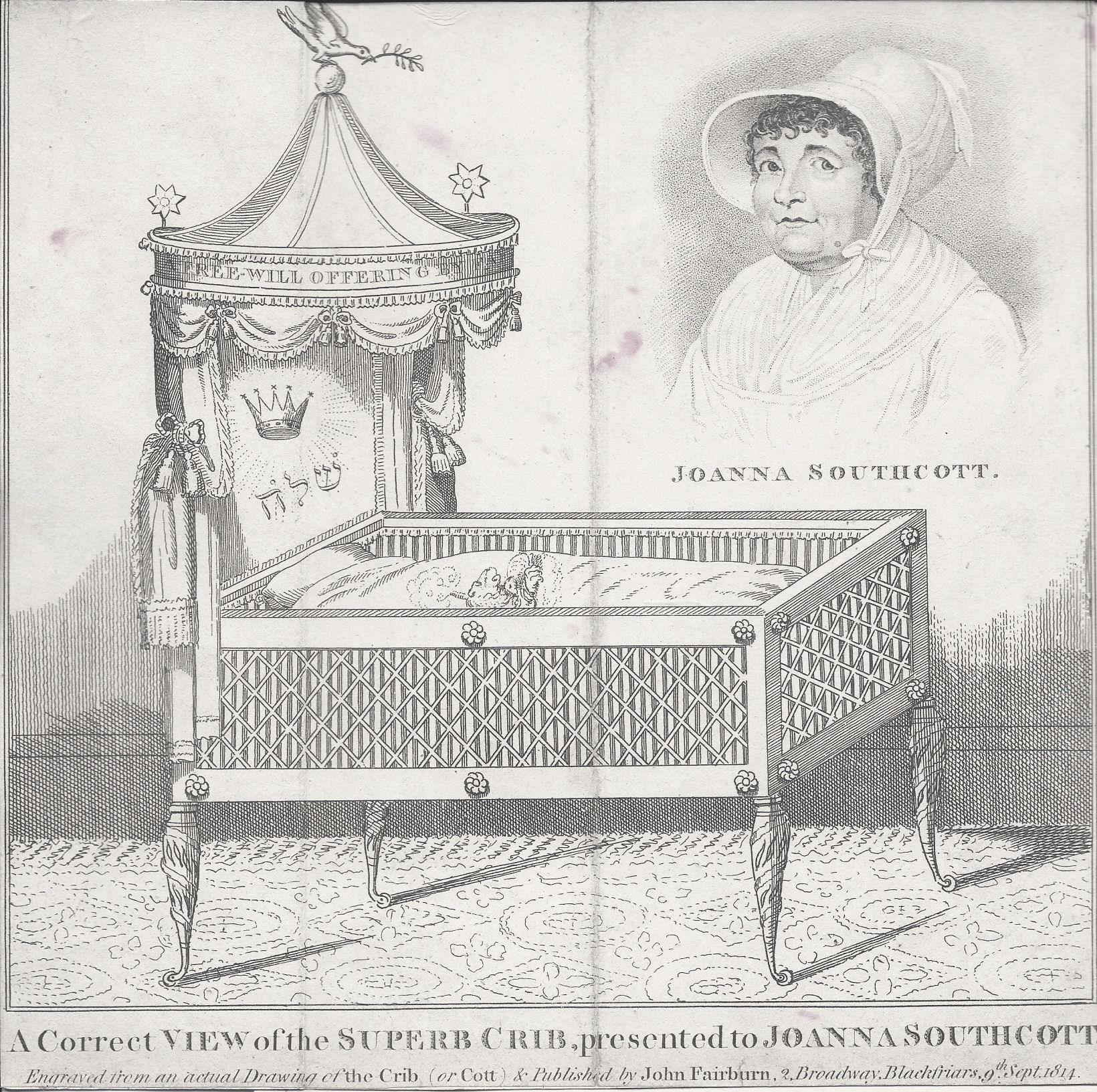
Shilohs Wiege und das Porträt der Joanna Southcott aus John Fairburn, 1814

Shiloh (hebräisch שלה) war der für den 24. Dezember 1814 erwartete achte Messias der englischen Sabbatianer.

## Hintergrund

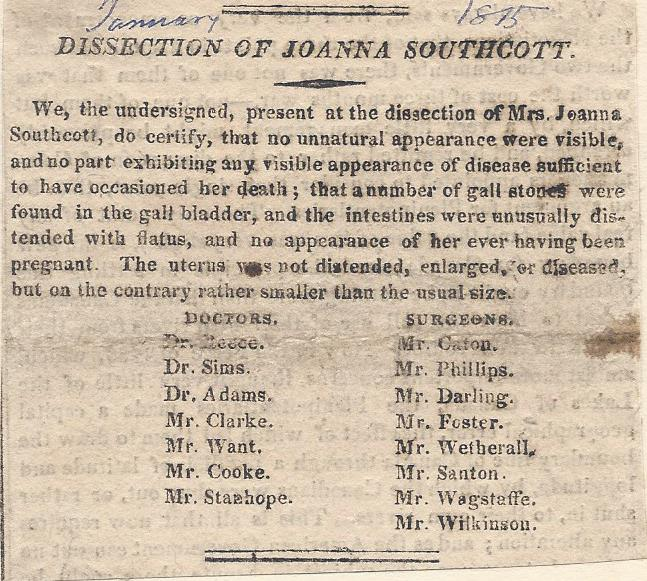
Das Ergebnis der Sektion von Joanna Southcott

Die englische Offenbarungschristin und Okkultistin Joanna Southcott kündete 1794 an, sie werde den wahren Messias Shiloh gebären. 1801 trat sie mit der Behauptung, sie sei das Sonnenweib der Johannes-Offenbarung 12,1 , an die Öffentlichkeit. 1814 verkündete sie ihrer auf mehrere Tausend angewachsene Anhängerschaft ihre Schwangerschaft und den Geburtstermin am 24. Dezember dieses Jahres. Ihr Sohn, The Shiloh, sei der achte und letzte Messias. Er sei dazu auserkoren, „to rule the nations with a rod of iron“ (Offb 12,5 ).
Inwieweit die 65-jährige Joanna Southcott die Schwangerschaft vortäuschte oder selbst davon überzeugt war, bleibt unklar. Ihre Anhängerschaft bereitete sich auf die Geburt vor und schenkte Southcott im September eine Wiege und eine aufwändig gebundene Bibel. Joanna Southcott, die ihren Tod voraussah, gab dem Arzt Richard Reece im September die Einwilligung zur Obduktion.
Nach Verstreichen des Geburtstermins verstarb Joanna Southcott um 4:00 Uhr des 27. Dezember 1814. Ihre Anhänger zögerten die Obduktion um vier Tage hinaus, da sie der ersten Prophezeiung zur Geburt Shilohs von 1794 entnehmen wollten, dass der Geburt eine mehrtägige Trance vorausgehe. Die am 1. Januar durchgeführte Obduktion ergab weder Hinweise auf eine Schwangerschaft noch auf die Todesursache. Die Nachfolge Southcotts als Führer der Sekte nahm George Turner ein.
Die Gemeinschaft der Southcottianer deutete die Ereignisse um und entwickelte drei Erklärungsmodelle:
Nach der ersten Erklärung habe eine leibliche Geburt stattgefunden, Shiloh sei aber von Gott-Vater in den Himmel aufgenommen worden, um zu einem späteren Zeitpunkt wiederzukehren. In einer anderen Deutung wurde die Schwangerschaft und die Geburt zweizeitig verstanden, die Geburt würde zu einem späteren Zeitpunkt erfolgen. Oder die Schwangerschaft war ein Ritus und Shiloh wäre in einem ihrer Nachfolger zu finden.
Nachdem auch die für fünfzig Jahre später postulierte Wiedergeburt Shilohs 1864 und 1874 ausblieb, transformierte sich die auf ihrem Höhepunkt mehr als 100.000 Mitglieder starke Glaubensgemeinschaft der Sabbatianer unter Turners Nachfolger Jon Wroe. Er gründete die Gemeinschaft der Christian Israelites, deren von den Prophezeiungen Joanna Southcotts beeinflusstes Gedankengut auch in dem New and Latter House of Israel weiterwirkte.

## Shilohs Wiedergeburten
Mabel Barltrop aus Bedford, die Gründerin der Panacea Society von 1919, nahm den Namen Octavia an und behauptete, die Wiedergeburt Shilohs zu sein. Nach der Website der Panacea Society gab es zu Beginn des 20. Jahrhunderts drei weitere Personen, die sich als Wiedergeburt Shilohs ausgaben. Die Panacea-Society wurde mit dem Tod des letzten Mitgliedes 2012 aufgelöst und ging in eine Stiftung über. Mit dem Stiftungsvermögen wird ein Museum in Bedford unterhalten.

## Shiloh in der Karikatur
Joanna Southcotts Prophezeiung von der Geburt Shilohs wurde zum Thema zahlreicher Karikaturen und Pamphlete des Jahres 1814, die jegliches Detail verarbeiteten. Allein die graphische Sammlung und die Bibliothek der Princeton University besitzt mehr als 100 Arbeiten zum Thema. Herausragende Beispiele sind Charles Williams Blätter: «Joanna Conceiveing» aus dem Juli und «Delivering a Prophetess» aus dem November 1814.